# آلن پوتون
آلن پوتون (انگلیسی: Alan Pouton؛ زادهٔ ۱ فوریهٔ ۱۹۷۷) بازیکن فوتبال اهل بریتانیا است.
از باشگاه‌هایی که در آن بازی کرده‌است می‌توان به باشگاه فوتبال یورک سیتی، باشگاه فوتبال هارتل پول یونایتد، باشگاه فوتبال گیلینگام، باشگاه فوتبال آکسفورد یونایتد، باشگاه فوتبال ساتون یونایتد، باشگاه فوتبال گریمزبی تاون، باشگاه فوتبال مایدستون یونایتد، و باشگاه فوتبال دوور اتلتیک اشاره کرد.